# یواس‌اس ال‌اس‌ام (آر)-۱۹۳
یواس‌اس ال‌اس‌ام(آر)-۱۹۳ (به انگلیسی: USS LSM(R)-193) یک کشتی بود که طول آن ۲۰۳ فوت ۶ اینچ (۶۲٫۰۳ متر) بود. این کشتی در سال ۱۹۴۴ ساخته شد.